# Fortenova grupa
Fortenova grupa sa sjedištem u Zagrebu, Hrvatska, posluje od 1. travnja 2019. godine. Nastala je primjenom nagodbe vjerovnika u Agrokoru koji je zbog nelikvidnosti i prezaduženosti završio u predstečaju vođenom kroz postupak Izvanredne uprave temeljem Zakona o postupku izvanredne uprave u tvrtkama od sistemskog značaja za Republiku Hrvatsku. Kompanijom upravlja Upravni odbor i tim izvršnih direktora koje vodi Fabris Peruško, glavni izvršni direktor.  
Fortenova grupa zapošljava oko 50 000 radnika u više od 30 upravnih sjedišta, 29 proizvodnih pogona te preko 2500 prodajnih lokacija i distribucijskih centara u šest jurisdikcija, a vlastitim operativnim poslovanjem izravno sudjeluje u proizvodnji hrane, upravljanju maloprodajnim lancima i poljoprivredi na tržištima Hrvatske, Slovenije, Bosne i Hercegovine, Srbije i Crne Gore. Putem svojih pridruženih društava Fortenova grupa posjeduje i jedno trgovačko društvo u Mađarskoj. Putem izvoza prehrambenih proizvoda Fortenova grupa prisutna je na tržištima više od 20 zemalja, pri čemu su najznačajnija izvozna tržišta Jugoistočne Europe (2500 prodavaonica) i Europske unije.
Ključna područja u kojima Fortenova grupa ostvaruje značajan utjecaj na tržištu su maloprodaja, proizvodnja pića, jestivih ulja te svježeg mesa i mesnih prerađevina. Grupa plasira više od 4000 proizvoda.

## Povijest
Kako bi se spriječila propast sustava Agrokor zbog nelikvidnosti i prezaduženosti te spriječile posljedice na ekonomije Hrvatske i zemalja Jugoistočne Europe, postupak Izvanredne uprave pokrenut je 10. travnja 2017. godine temeljem Zakona o postupku izvanredne uprave u tvrtkama od sistemskog značaja za Republiku Hrvatsku. Trgovački sud u Zagrebu potvrdio je Nagodbu vjerovnika 6. srpnja 2018., a odlukom Visokog trgovačkog suda donesenom 18. listopada 2018. Nagodba vjerovnika postaje konačna.
Postupak Izvanredne uprave prihvaćen je kao insolvencijski postupak koji u Engleskoj i Walesu priznaje Visoki suda Engleske i Walesa 9. studenoga 2017., za područje Švicarske u veljači 2018. godine te na Bankrotnom sudu New Yorka u SAD-u po Poglavlju 15, u studenom 2018. Uredbom Europskog parlamenta i Vijeća, u srpnju 2018. godine Zakon o postupku izvanredne uprave uključen je u popis nacionalnih zakona koji se priznaju kao insolvencijski postupci na cijelom području Europske unije.
Fortenova grupa započela je poslovanje preuzimajući imovinu zaduženog koncerna Agrokor. U trenutku osnivanja, 1. travnja 2020. imala je ukupno 159 ovisnih društava u kojima je zaposleno 52 000 ljudi.
Kao rezultat pregovora između vjerovnika Agrokora i nagodbe, Fortenova grupa je s poslovanjem počela kao nova kompanija potpuno promijenjene vlasničke, ustrojbene i upravljačke strukture.
U manje od godinu dana od primjene nagodbe, Fortenova grupa provela je refinanciranje izdanjem četverogodišnje obveznice, provodi pretvorbu, povećava operativnu dobit iz poslovanja. 
U rujnu 2019. Fortenova Grupa izdala je 1,16 milijardi eura četverogodišnjih obveznica za refinanciranje zajma iz 2017. godine. Novo financiranje strukturirano je kao četverogodišnja obveznica iznosa 1,2 milijarde eura. Ta transakcija i financijsko restrukturiranje Agrokora tijekom postupka Izvanredne uprave koje je rezultiralo nagodbom vjerovnika i njenom uspješnom implementacijom, je prema ocjeni struke u SAD-u proglašeno najznačajnijim takvim međunarodnim postupkom u svijetu. Tim koji je upravljao procesom, na čelu s Izvanrednim povjerenikom Fabrisom Peruškom osvojio je prestižnu nagradu TMA Turnaround and Transaction Award 2019. u kategoriji međunarodna transakcija godine.
Refinanciranje kredita SPFA (roll-up) u Fortenova grupi je po izboru čitatelja Večernjeg lista gospodarski događaj godine u Hrvatskoj u 2019.
Tijekom četiri godine poslovanja Fortenova grupa je prepolovila svoju zaduženost u odnosu na razdoblje kada je osnovana. Tako je omjer duga i prilagođene EBITDA-e s krajem 2022. smanjen sa 7,2 na 3,6 puta te je iznosio 10 % zaduženosti Agrokora. Istodobno, kompanija je od 2017. do 2022. utrostručila operativnu dobit koja je sa 122 milijuna eura narasla na preko 300 milijuna eura, dok su prihodi kompanije dosegli pet milijardi eura. Ujedno je krajem  2020. ostvarila i svoju prvu akviziciju imovine osječke mljekare u čijim pogonima je od 1. siječnja 2021. u započela s proizvodnjom mliječnih proizvoda pod brandom „Kravica Kraljica”.
Potpisivanjem Ugovora o prijenosu udjela 31.siječnja 2025. Fortenova grupa i Podravka zaključile su kupoprodaju Poslovnog područja poljoprivreda Fortenova grupe, čime je finaliziran proces preuzimanja šest kompanija vertikalno integriranog poljoprivrednog poslovanja - Belja, Vupika, PIK-a Vinkovci, Energije Gradec, Belje Agro-Veta i Felixa. Vrijednost transakcije na osnovi cash-free/debt-free iznosila je 333 milijuna eura. Kupoprodajni ugovor je potpisan u srpnju 2024., a dovršenje  transakcije je uslijedilo  nakon pribavljanja uobičajenih regulatornih odobrenja. Tako je cijeli proces dovršen točno godinu dana nakon prvih kontakata s potencijalnim investitorima.  
Dva mjeseca kasnije, 31. ožujka 2025. Fortenova grupa i Badel 1862 potpisali su kupoprodajni ugovor kojim Badel 1862 stječe 100 posto dionica u kompanijama Agrolaguna d.d. iz Poreča i Vinarija Novigrad d.o.o.
Fortenova grupa d.d. je od društva Energia Naturalis stekla 100 posto poslovnih udjela u društvu ENNA Fruit d.o.o., zajedno s udjelima koje ENNA Fruit ima u društvima ENNA Fruit u Sloveniji, Srbiji, Bosni i Hercegovini i Crnoj Gori te u Moslavina voću d.o.o. Istovremeno, Fortenova grupa d.d. je preuzela i 100 posto poslovnih udjela u društvu Kenty Adria d.o.o., kao i u proizvodnoj tvrtki Naturala d.o.o.

## Mercator
Mercator 1. travnja 2019. nije prenesen na Fortenova grupu. Javna agencije za varvstvo konkurence (AVK) u rujnu 2019. donijela nepravomoćno rješenje, bez presedana u povijesti te Agencije, o izricanju kazne od 53,9 milijuna eura zbog neprijavljivanja koncentracije tvrtke Costella koju je Ivica Todorić, odnosno Agrokor AG iz Švicarske, stekao još 2016. godine. Agrokor je na tu odluku podnio žalbu.
AVK 16. prosinca donosi odluku kojom Agrokoru d.d. privremeno oduzima dionice Mercatora d.d. radi navodna osiguranja sredstava za naplatu kazne. Privremena mjera oduzimanja dionica Mercatora d.d. donesena je temeljem Zakona o prekršajima i to odredbi toga zakona koje se inače primjenjuju primjerice kod prometnih prekršaja ili sličnih prekršaja koji su otkriveni in flagranti, a koje su počinili strane fizičke osobe u Republici Sloveniji. Time je de facto počinjeno izvlaštenje privatnog vlasništva Agrokora d.d., kojem su dionice Mercatora privremeno oduzete bez ikakve sudske odluke i bez valjana zakonska utemeljenja. 
Presudom od 1. lipnja 2020. Okrajno sodišče u Ljubljani preinačilo je odluku Agencije za varstvo konkurence RS o visini sankcije izrečene Agrokoru zbog toga što 2016. godine, u vrijeme kada je Ivica Todorić upravljao kompanijom i bio njezin vlasnik, nije Agenciji na ocjenu prijavio stjecanje tvrtke Costella. Novčanu sankciju u iznosu od 53,9 milijuna eura, Sud je umanjio na milijun eura, uz obrazloženje kako neprijavljivanje koncentracije nije bilo rezultat „namjere zaobilaženja prijave koncentracije zbog mogućih štetnih učinaka na tržišno natjecanje nego je „rezultat nesavjesnog nehaja odgovorne osobe Ivice Todorića“. Sud je stoga ocijenio da je novčana sankcija od milijun eura „odgovarajuća i pravična sankcija za predmetni prekršaj“.
Vrhovni sud Republike Slovenije donosi presudu temeljem koje dionice Mercatora, koje su odlukom Javne agencije Republike Slovenije za varstvo konkurence privremeno oduzete krajem 2019. bez odlaganja moraju biti vraćene Agrokoru. Vrhovni sud je oduzimanje dionica proglasio nezakonitim te argumentirao da AVK nije imala zakonski temelj za izdavanje rješenja o oduzimanju dionica. Europska komisija odobrila je u rujnu 2019. koncentraciju Fortenova grupe i Mercatora, čime je otvoren put za prijenos Mercatora na Fortenova grupu.
Prebacivanjem 69,57 % dionica Poslovnog sistema Mercator s Agrokora d.d. na Fortenova grupu, Mercator je 23. travnja 2021. postao dio poslovnog područja maloprodaje Fortenova grupe, koja u vlasništvu sada ima 88,1 posto Mercatora. U travnju 2022., Fortenova je postala jedini vlasnik Mercatora.

## Pretvorba poslovanja (2018. – 2024.)
Pretvorbu poslovanja Fortenova grupe tijekom četiri godine (2018. – 2022.) činila su tri usporedna procesa – kreditna i vlasnička te konsolidacija zaduženosti. 

### Kreditna konsolidacija
U kreditnom konsolidiranju Fortenova grupe ukupan broj kreditora smanjen je sa 70-tak kreditora Agrokora i 55 banaka kreditora Mercatora na dva ključna kreditora predvođena s američkim investitorom HPS Investment Partners. Financiranje i refinanciranje je do 2022. provedeno u dvije faze - refinanciranje tzv. „SPFA zajma“ obveznicom izdanom 2019. na rok od četiri godine. Njome je Grupi osigurana srednjoročna stabilnost. S istim partnerima Fortenova grupa je 2021. osigurala potrebna sredstva te u cijelosti zamijenila Mercatorov dug od 385 milijuna eura, dok je u trećoj fazi kreditne konsolidacije, tijekom 2023. uslijedilo novo refinanciranje. 

### Konsolidacija zaduženosti
Smanjenje zaduženosti postignuto je prodajom većine imovine nekorištene za temeljno poslovanje, koja je uključivala i nekretnine te prodajom grupe Zamrznute hrane (Ledo i Frikom) za 615 milijuna eura. Dobit iz operativnog poslovanja Fortenova grupe je od 2017. do 2022. porasla za oko 200 milijuna eura.

### Vlasnička konsolidacija
Strukturu koja je proizašla iz nagodbe vjerovnika Agrokora činilo je tzv. „usitnjeno” vlasništvo - veliki broj suvlasnika s vrlo malim udjelima, nekonsolidirana struktura Mercatora te suvlasništvo ruskih banaka. 2021. Mercator je konsolidiran, a Fortenova grupa je preuzela 100 % vlasništva kompanije. Uz to se, s 200-tinjak vlasnika koji su imali 66 % Grupe, došlo na tri vlasnika koja imaju oko 80 % kompanije. Zahvaljujući skupini ulagača iz Hrvatske, oko 30 % suvlasništva Fortenova grupe konsolidirano je u vlasništvu Open Passa.

### Suvlasništvo ruskih banaka
Tijekom procesa restrukturiranja Agrokora, dugovi prema financijskim institucijama koje su kreditirale Agrokor do 2017. godine pretvoreni su u vlasničke udjele. Dug prema Sberbanci iznosio je 1,1 mlrd. eura pa je Sberbank slijedom nagodbe postao, s udjelom od 42,5 % i najveći pojedinačni suvlasnik Fortenova grupe, a u suvlasništvo je ušla i druga ruska banka - VTB. 
Ruske banke suvlasnici Fortenova grupe su već pri osnivanju kompanije bile pod sektorskim sankcijma koje su tijekom 2022. godine, nakon početka rata u Ukrajini, znatno proširene. Zbog toga nisu mogle ostvarivati vlasnička prava u Fortenova grupi, uključujući i glasanje na skupštinama jer su im vlasnička prava koja proizlaze iz suvlasništva bila zamrznuta. 

### Ubrzani izlazak Sberbanka iz vlasništva
To je, na jednoj strani ubrzalo izlazak Sberbanka iz vlasničke strukture Fortenova grupe, ali na drugoj je usporilo operativno poslovanje kompanije tijekom 2022. Pregovori s potencijalnim ulagačicima za kupoprodaju udjela tvrtke SBK Art putem koje je Sberbank držao 42,5 % vlasništva u Fortenova grupi, najdalje su otišli s hrvatskim mirovinskim fondovima.

### Uključivanje SBK Art-a na popis za sankcije
Budući da ta transakcija nije realizirana u roku koju su dozvoljavale sankcijske mjere, Sberbank je, bez znanja kompanije i ostalih suvlasnika, samostalno poduzeo navodnu prodaju svojeg suvlasničkog udjela.
Međutim, pokazalo se da je navodno preuzimanje tvrtke SBK Art bilo pokušaj kršenja sankcijskog režima koji je na snazi u Europskoj uniji i Velikoj Britaniji. Prema dokazima, iza transakcije stoje hrvatski državljani s razgranatim poslovima u Rusiji koji su ostvarili fiktivnu transakciju za koju iz Ujedinjenih Arapskih Emirata nije uplaćen nikakav novac. 
Stoga je Uredbom Vijeća EU 2022/2475 od 16. prosinca 2022., koja čini dio devetog paketa sankcija za pravne i fizičke osobe koje imaju veze s Rusijom i ruskom agresijom na Ukrajinu, a na prijedlog Hrvatske, na popis za sankcije uključena i tvrtka SBK Art putem koje je ruski Sberbank držao 42,5 % vlasništva u Fortenova grupi.

### Pravosudna potvrda sankcijskog statusa SBK Art-a
Nemogućnost konzumiranja vlasničkih prava SBK Art-a u međuvremenu su potvrdile i sve pravosudne instancije u Nizozemskoj, čime je sankcionirani dio vlasništva u SBK Art-u konačno i potpuno odvojen od drugih suvlasnika, a sankcioniranim osobama onemogućen je utjecaj na upravljanje i odlučivanje u Fortenova grupi.
Naime, Prizivni sud u Amsterdamu je u prosincu 2022. donio presudu prema kojoj SBK Art kao sankcionirana kompanija, na skupštinama Fortenova Group STAK Stiching nema nikakva glasačka prava i ne može prisustvovati skupštinama dioničara odnosno imatelja depozitarnih potvrda Fortenova grupe.
Presuda se temelji na tumačenju funkcioniranja sankcija koje je Europska komisija donijela u studenome 2022., prema kojem se glasačka prava dioničara pod sankcijama izričito smatraju nematerijalnim ekonomskim resursom te moraju biti zamrznuta odnosno mora biti spriječeno njihovo ostvarivanje. Prizivni nizozemski sud primijenio je u potpunosti uputu Europske komisije iz studenoga prema kojoj dioničari sankcioniranih kompanija ne mogu ostvarivati svoja izravna ili neizravna glasačka prava ni pod kojim okolnostima niti u bilo koju svrhu, odnosno pravo glasa mora biti potpuno zamrznuto.
Time je odbačena presuda drugog nizozemskog suda iz rujna 2022., kojom je SBK Art-u bilo omogućeno djelomično ostvarivanje glasačkih prava u nekim pitanjima, budući da se kompanija SBK ART nizozemskom sudu bila žalila da im nije omogućeno sudjelovanje na skupštinama dioničara i ostvarivanje glasačkih prava. 
Ovom presudom odbačeni su svi zahtjevi SBK Art-a, kojemu je naloženo plaćanje svih sudskih troškova vezano uz odbačenu kao i presudu nizozemskih sudova donesenu u prosincu.
Ujedno, tu je odluku u siječnju 2023. potvrdio i Privredni odjel Prizivnog suda u Amsterdamu Nizozemsko koji je uz to potvrdio sve odluke potvrdio sve odluke donesene na skupštini imatelja depozitarnih potvrda Fortenova grupe također održane u siječnju 2023. Nizozemskoj.[nedostaje izvor]

### Skupština imatelja depozitarnih potvrda
Vlasnici su podržali sve predložene odluke te su one izglasane većinom od preko 77 % prisutnih glasova.
Naime, na dvije prethodne skupštine dioničara na kojima su bile predložene iste odluke za izglasavanje nije bilo potrebne većine jer sankcionirani dioničar SBK Art, nije mogao pristupiti glasovanju. Stoga je sukladno statutu održana treća po redu skupština s istim dnevnim redom na kojoj je za izglasavanje odluka bila potrebna 75 postotna podrška svih prisutnih dioničara. Pored toga, dioničari su izglasali i produženje mandata članovima Upravnog odbora Fortenova grupe na šest godina te izabrali na sljedeće šestogodišnje razdoblje Fabrisa Peruška, Pavu Vujnovca, Damira Spudića, Maksima Poletaeva i Vsevoloda Rozanova te su i tim odlukama osigurali funkcioniranje Upravnog odbora u sljedećem razdoblju.

### Pretvorba vlasničke strukture i uklon sakncioniranih dioničara
Fortenova grupa d.d. objavila je 9. srpnja 2024. da je nizozemska kompanija koja se nalazi na vrhu njezine strukture holdinga, Fortenova Group TopCo B.V., uspješno dovršila pretvorbu vlasničke strukture, koja je postignuta zaključenjem ranije započeta procesa prodaje društva Fortenova Group MidCo B.V. (koje je vlasnik Fortenova grupe d.d. i svih operativnih društava Fortenova grupe) društvu Iter BidCo B.V., koje se sastoji od nesankcioniranih dioničara društva TopCo. Slijedom toga, Fortenova grupa više nema niti jednog sankcioniranog, ruskog ili bjeloruskog dioničara u vlasničkoj strukturi. Po dovršenju, koje je uslijedilo nakon postupka upisa u kojem su sve nesankcionirane osobe i osobe koje nisu iz Rusije ili Bjelorusije imale pravo steći udio u društvu Iter BidCo B.V., pod istim uvjetima kao Open Pass, Open Pass je postao većinski dioničar s udjelom od 93,78 % u društvu Iter BidCo B.V. Više od 80 manjinskih dioničara odlučilo je sudjelovati u novoj vlasničkoj strukturi te oni zajednički drže udio od 6,22 %.